# ARA Juan de Garay (D-2)
El ARA Juan de Garay (JG) (posteriormente renumerado D-2), fue un destructor originalmente de la Armada Española con el nombre de Alcalá Galiano, de la clase Churruca, que fue vendido a la Armada de la República Argentina (ARA).

## Compra de los Churruca
Con motivo del vuelo del Dornier Wal Plus Ultra a Buenos Aires, el gobierno español envió en visita de buena voluntad a Buenos Aires al crucero ligero Méndez Núñez y el destructor Alsedo. Estas naves llegaron a la capital del Plata el 7 de febrero de 1926.
Esta visita coincidió con la promulgación de planes para modernizar el material de las Fuerzas Armadas Argentinas. El Alsedo en particular despertó tanto interés en la Armada de la República Argentina (ARA) que de inmediato despachó una comisión a la península para iniciar negociaciones para la construcción de una flotilla de unidades similares.
Por Real Decreto del 25 de mayo de 1927, el gobierno español concedió un préstamo de 100 millones de pesetas a la Argentina. La ARA, por su parte descartó al Alsedo, optando por las nuevas unidades de la clase Churruca. Por lo tanto, el Churruca y el Alcalá Galiano fueron vendidos a la ARA, donde serían bautizados ARA Cervantes y ARA Juan de Garay.

## Historial
Fue adquirido a España por el monto de 1.750.000 pesos oro, llegando al puerto de Buenos Aires, procedente de Cádiz, el 10 de enero de 1928.
En 1929 fue asignado a la Escuadrilla de Exploradores de la Primera Región Naval con base en Puerto Belgrano.
En 1941 fue reclasificado como torpedero, y en 1952 fue destinado a la base naval de Río Santiago, siendo asignado a la Fuerza Naval de Instrucción, de la Escuela Naval Militar para el adiestramiento de los cadetes. En 1955, todavía como buque de adiestramiento, intervino en el combate aeronaval del Río de la Plata desencadenado a raíz de la denominada Revolución libertadora, el golpe militar que derrocó al general Perón. Dañado de seriedad por los ataques de la aviación leal con sus cazas jet Gloster Meteor, el ARA Cervantes se vio obligado a refugiarse en el puerto uruguayo de Montevideo hasta que, una vez victoriosos los sublevados, pudo retornar a Argentina. 
Al ser dado de baja en 1960, un particular lo adquirió para su posterior desguace.

### Buques de la clase
- ARA Cervantes
- Sánchez Barcáiztegui
- José Luis Díez
- Almirante Ferrándiz
- Lepanto
- Churruca
- Alcalá Galiano
- Almirante Valdés
- Almirante Antequera
- Almirante Miranda
- Císcar
- Escaño
- Gravina
- Jorge Juan
- Ulloa

### Buques similares
- Clase Scot

### Listas relacionadas
- Anexo:Destructores de España